# Saint-Étienne-de-Tinée
Saint-Étienne-de-Tinée (in italiano Santo Stefano di Tinea o Santo Stefano Monti, ormai desueto, e Sant Estève de Tiniá in occitano) è un comune francese di 1 341 abitanti situato nel dipartimento delle Alpi Marittime della regione della Provenza-Alpi-Costa Azzurra.
Il comune fu chiamato Santo Stefano Monti nel XIX secolo. Gli abitanti sono detti Stéphanois in francese e Stefanesi in italiano.

## Geografia fisica
Il territorio del comune di Saint-Étienne-de-Tinée si trova sul fiume Tinea, al di qua della riva sinistra dei fiumi Varo ed Esterone, rispetto ai quali è situato a nord est.
Il villaggio di Saint-Étienne-de-Tinée è situato in prossimità del Parco nazionale del Mercantour, ed una parte del paese costituisce infatti il cuore o zona centrale del Parco nazionale, essendovi pienamente integrata, mentre il consiglio municipale ha deciso con deliberazione di non applicare la carta del parco nazionale sul resto del territorio comunale.
La geografia particolare della località abitata vale al comune di disporre d'una «pico-centrale» unica in Francia.
Giusto a valle del villaggio si trova la Clapière, uno scorrimento con scivolamento di terreno più voluminoso d'Europa ed uno dei più rapidi al mondo.
La rottura brutale del versante della montagna affetta da franamento, potrebbe comportare la formazione d'uno sbarramento naturale ostacolante il corso del fiume Tinea, le cui acque formerebbero allora un lago che inonderebbe il villaggio.
Allo scopo d'evitare tale scenario, una galleria di captazione e derivazione delle acque del Tinea è stato costruito sul versante opposto di fronte alla Clapière.
La stazione di sport invernali d'Auron è situata sul territorio del comune.

## Storia
L'insediamento fu nominato Sancti Stephani Tinænsis dai primi cristiani. 
Il territorio ha fatto da sempre parte della Liguria sotto l'Impero Romano, nel Regno longobardo e nel Regnum Italiae formatosi con Carlo Magno.
Una "carta" datata 1066 permette d'affermare che un villaggio dal nome di Sancti Stephani Tiniensi esiste e le sue terre sono state cedute alla cattedrale di Nizza.
È nel XVII secolo che il paese prende il suo nome attuale di Santo Stefano di Tinea, poi nel XIX secolo e fino al 1860 è denominato Santo Stefano Monti dagli italiani.
Il villaggio di Santo Stefano di Tinea ha conosciuto una lunga storia: le sue terre hanno fatto parte della Signoria di Thorame-Glandevès, passano poi ai Falcone (Faucon) di Glandevès nel XIII secolo, e nel XIV secolo ai Balbo (Balb) di San Salvatore (Saint-Sauveur-sur-Tynée), ruotando sotto il dominio dei conti di Provenza, ma conservando una certa autonomia.
La morte della regina Giovanna I di Napoli, della dinastia d'Angiò, esponente del primo ramo d'Angiò, apre una crisi di successione alla testa della contea di Provenza, le città della "Unione d'Aix" (Aix-en-Provence dal 1382 al 1387, che sostengono Carlo di Durazzo, poi divenuto Carlo III di Napoli, contro Luigi I d'Angiò, titolare del regno di Napoli.
La comunità di Santo Stefano di Tinea sostiene i Durazzo fino al 1386, poi cambia di campo per raggiungere gli Angioini, grazie ai negoziati pazienti di Maria di Blois-Châtillon o di Bretagna.
"Maria di Blois " (1345-1404), era vedova di Luigi I d'Angiò, re di Napoli, e reggente di loro figlio Luigi II d'Angiò, futuro re di Napoli.
La resa d'Aix ha ugualmente potuto giocare un ruolo nel voltafaccia della comunità.
Come molte altre comunità della parte orientale della Provenza che sceglie la dedizione alla Savoia a partire dal 1388, il paese dipendeva dai conti di Savoia, poi diventati duchi di Savoia, prima di far parte del Regno di Sardegna-Piemonte, come l'insieme del Contado nizzardo, prima della sua unificazione alla Francia nel 1860.
Vi si viveva rinchiusi in sé stessi, in ragione dei collegamenti molto difficili con le vallate vicine e con il litorale.
Nel 1594 una schiera di ugonotti, comandata da François de Bonne de Lesdiguières, s'impadronisce della valle del fiume Tinea. Il conte di Boglio, Annibale Grimaldi, governatore della contea di Nizza, reagisce e s'impossessa del villaggio. Egli fa bruciare la chiesa dove s'erano rifugiate delle truppe protestanti, il 19 luglio 1594. Il fuoco si trasmette ai tetti di assicelle in legno delle case più prossime all'incendio, poi al resto del paese. Solo il campanile, datato al 1492, ha resistito alla fiamme.
Nel 1860, un anno prima dell'unità d'Italia, fu annessa alla Francia.

## Monumenti e luoghi d'interesse
- Chiesa di Santo Stefano
- Chiesa di San Giovanni
- Convento dei Trinitari
- Cappella di San Sebastiano, conserva al suo interno affreschi del 1485 dei pittori itineranti Giovanni Baleison e Giovanni Canavesio.
- Cappella dei Penitenti Bianchi
- Cappella dei Penitenti Neri

## Società

### Evoluzione demografica
Abitanti censiti